# Pure and Simple (film 1917)
Pure and Simple è un cortometraggio muto del 1917 prodotto dalla Essanay di Chicago. Il nome del regista non viene riportato nei credit.
Sesto episodio della terza serie di The Mishaps of Musty Suffer, serie di corti prodotti dalla Essanay.

## Produzione
Il film fu prodotto dalla Essanay Film Manufacturing Company.

## Distribuzione
Distribuito dalla K-E-S-E Service, il film - un cortometraggio di una bobina - uscì nelle sale cinematografiche USA il 6 maggio 1917.